# شیکاگو سان-تایمز

صفحه اول روزنامه در ۱۹ نوامبر ۲۰۰۸

شیکاگو سان-تایمز (به انگلیسی: Chicago Sun-Times) یک روزنامه با قطع صفحات کوچک است که در شیکاگو در ایالات متحده آمریکا منتشر می‌شود و مهمترین قسمت از شرکت سان-تایمز مدیاگروپ و رپورتس می‌باشد.

## نگارخانه

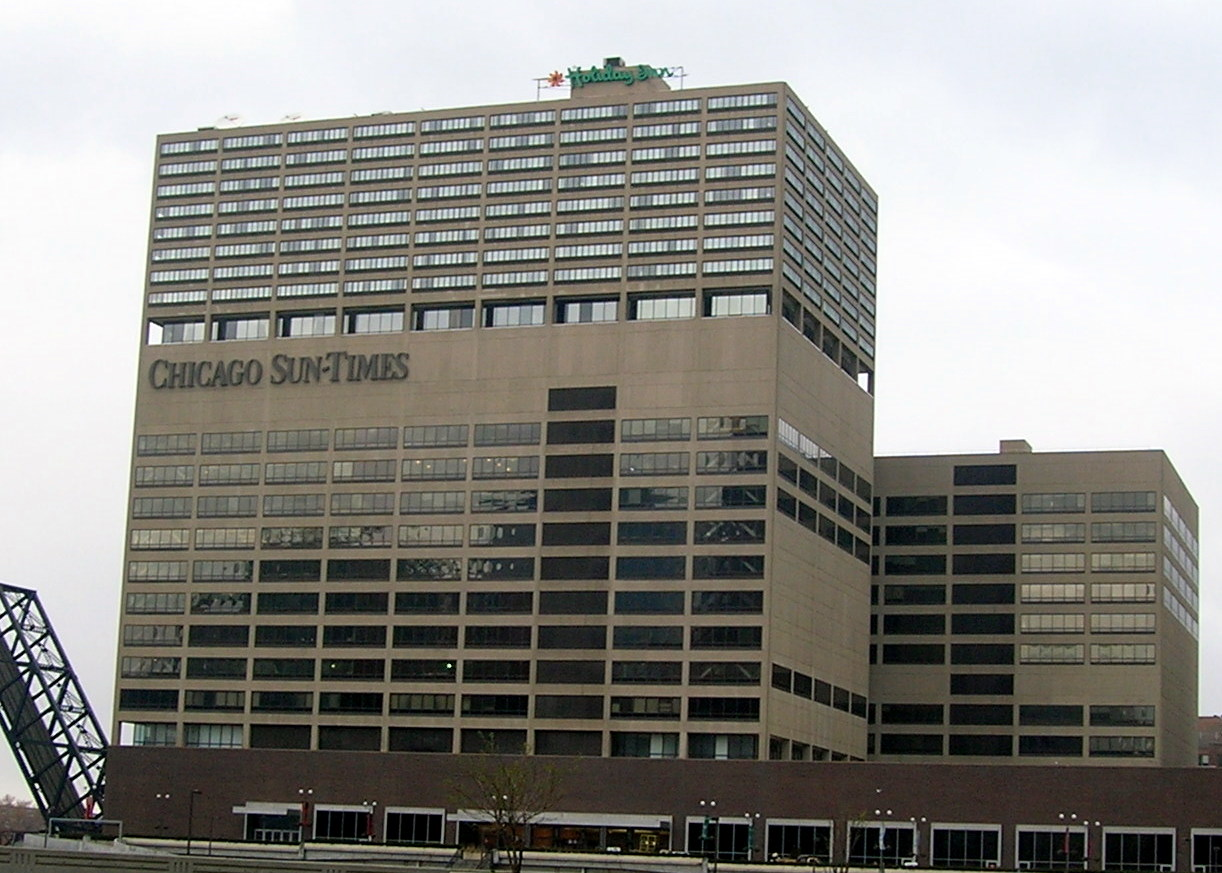
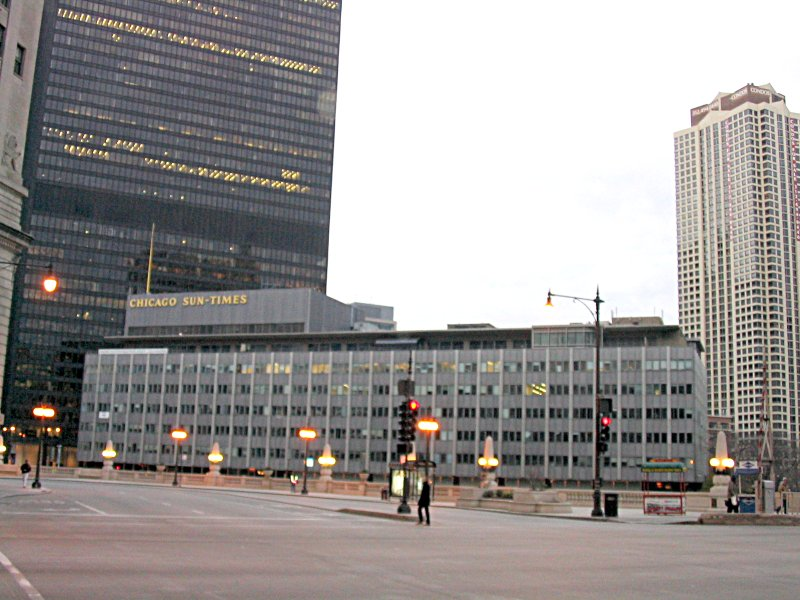
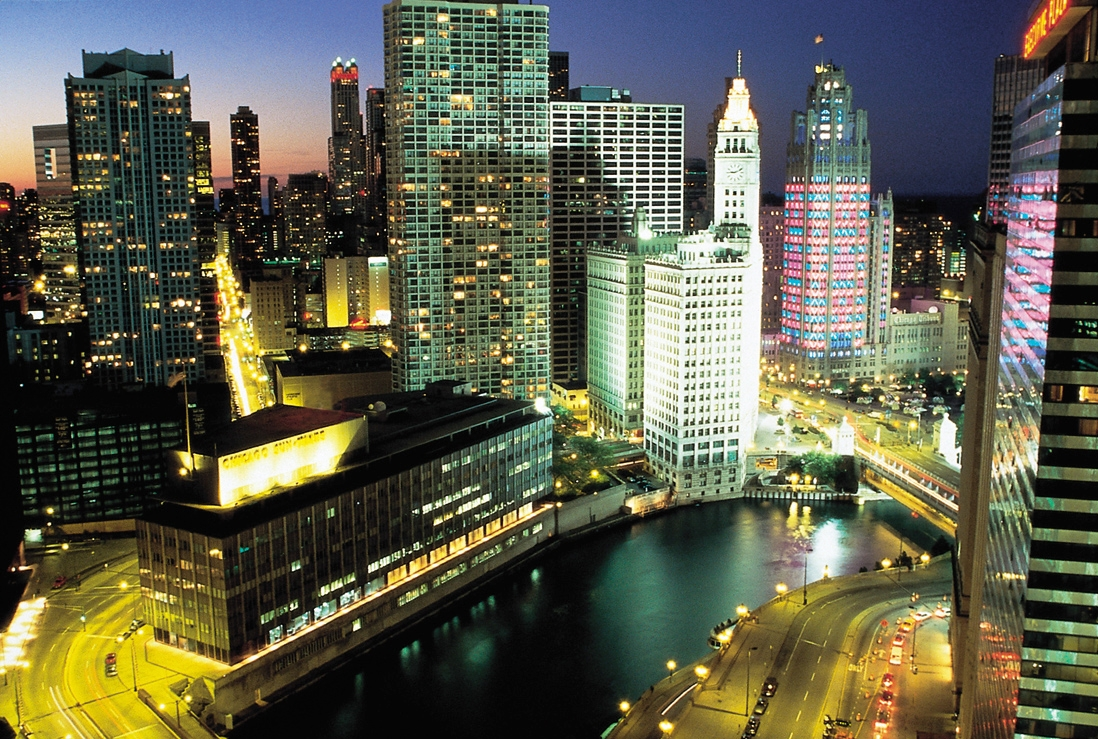
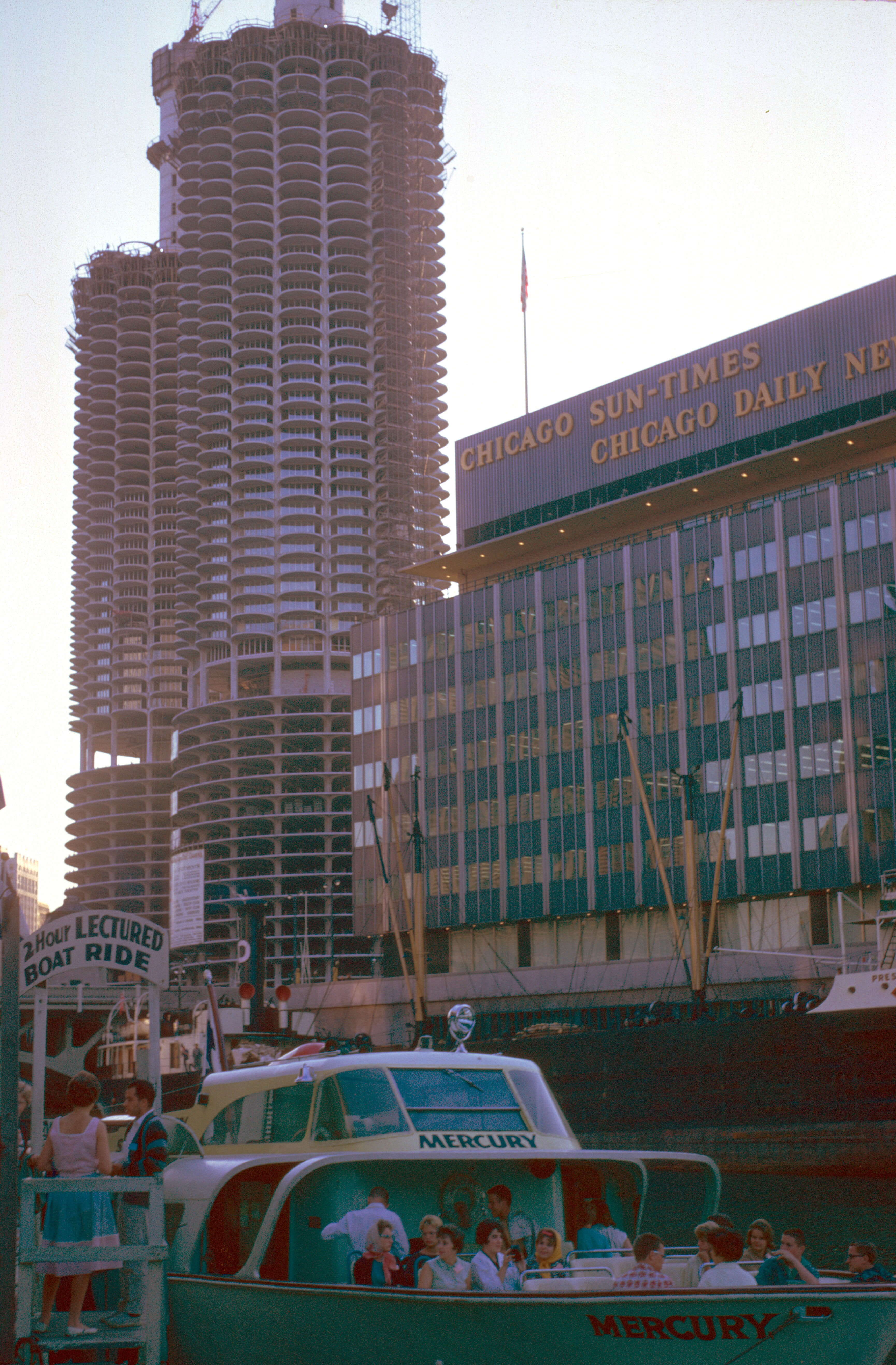
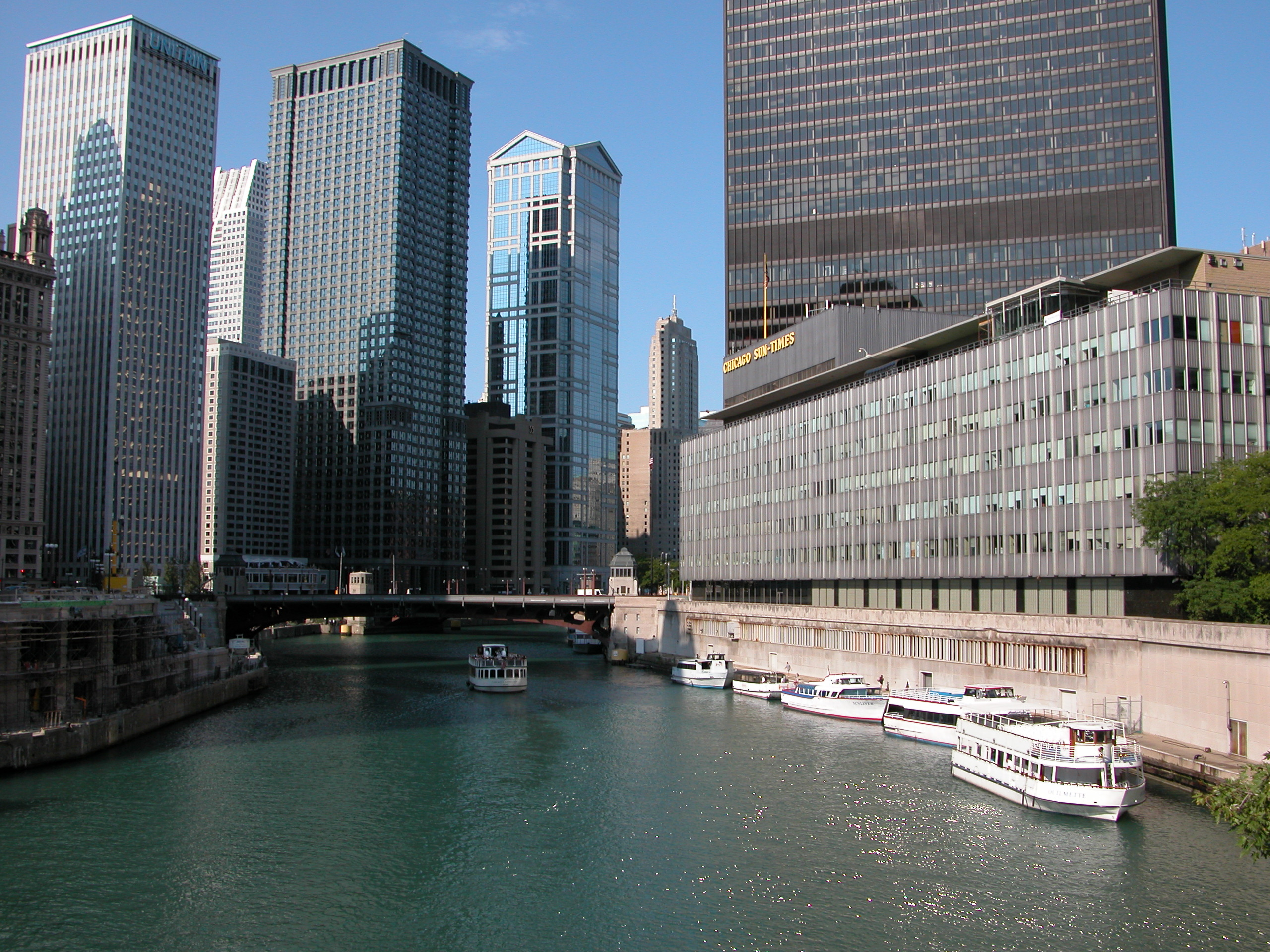